# 徐岳
徐岳（?—220年），字公河，东莱人，东汉末年数学家、天文学家。

## 生平
徐岳曾隨劉洪學《乾象曆》，徐岳潛心研究月球運動，進一步完善《乾象曆》。黃初年間，太史丞韓翊以為《乾象曆》不精確，遂自造《黃初曆》。韩翊與徐岳就乾象历与黄初历的优劣进行了一场辩论，徐岳在曆法辯論會中指出：“效曆之要，要在日蝕。”徐岳還把《乾象曆》傳授給東吳中書令闞澤。後來阚泽为刘洪的《乾象历》做注，并且在东吴推行该历法。徐岳首次提出了“珠算”的概念。曹魏黄初元年（220年）卒。著有《数术记遗》一卷。《隋书经籍志》记载，徐岳曾有两部有关《九章算术》的著作。